# Oscylator cenowy
Oscylator cenowy – używany w analizie technicznej wskaźnik służący do badania zbieżności i rozbieżności dwóch średnich ruchomych. 
Jest różnicą wartości długoterminowej i krótkoterminowej średniej, wyrażoną procentowo (PPO, od ang. percentage price oscillator) lub za pomocą wartości bezwzględnej (APO, od ang. absolute price oscillator).